# Una miniera/Il sole nascerà
Una miniera/Il sole nascerà è un singolo del gruppo musicale italiano New Trolls, pubblicato nel 1969.

## Descrizione
La canzone sul lato A, Una miniera, parla della vita dei minatori, esposti a ritmi di lavoro disumani ed ai grandi rischi del Disastro di Marcinelle, e rimane tuttora il cavallo di battaglia del gruppo durante i concerti, grazie al famoso ritornello cantato da Nico Di Palo e supportato dal coro di tutto il gruppo; è stata poi inclusa nell'album New Trolls del 1970. Nel 2001 Vittorio De Scalzi incide la versione personalizzata per la raccolta La storia dei New Trolls (SAAR Records – MC 22228).
Musicalmente l'inizio è beatlesiano e ricalca l'incipit di For No One
Una parte del brano sul lato B, Il sole nascerà, fu poi ripreso nell'improvvisazione registrata sull'album Concerto grosso per i New Trolls del 1971. La versione di questo 45 giri è stata ristampata su CD nell'album Singles A's & B's del 1994.
Musicalmente Il sole nascerà è influenzata dall'uso delle tastiere dei Vanilla Fudge e, in minima parte, dalla psichedelia dei primi Pink Floyd
Pur non essendo riportato sull'etichetta, nell'archivio della SIAE è riportato tra gli autori anche il maestro Gian Piero Reverberi.

## Tracce
LATO A
1. Una miniera (testo: Giorgio D'Adamo – musica: Vittorio De Scalzi, Nico Di Palo, Gian Piero Reverberi)

LATO B
1. Il sole nascerà (testo: Giorgio D'Adamo – musica: Vittorio De Scalzi, Nico Di Palo, Gian Piero Reverberi)

## Formazione
- Vittorio De Scalzi: voce, chitarra
- Nico Di Palo: voce, chitarra
- Gianni Belleno: batteria, cori
- Mauro Chiarugi: tastiere
- Giorgio D'Adamo: basso